# Cucullia agua
Cucullia agua là một loài bướm đêm trong họ Noctuidae.